# Бун (округ, Арканзас)
Бун (англ. Boone County) — округ, расположенный в штате Арканзас, США с населением в 33948 человек по статистическим данным переписи 2000 года. Столица округа находится в городе Гаррисон.
Округ Бун был сформирован 9 апреля 1869 года из восточной части округа Карролл и стал 62-м по счёту округом в стране.
В округе запрещён оборот алкогольной продукции, поэтому Бун входит в список так называемых «сухих» округов Соединённых Штатов.

## География
По данным Бюро переписи населения США округ Бун имеет общую площадь в 1559 квадратных километров, из которых 1531 кв. километров занимает земля и 28 кв. километров — вода. Площадь водных ресурсов округа составляет 1,77 % от всей его площади.

### Соседние округа
- Тейни (Миссури) — север
- Марион — восток
- Серси — юго-восток
- Ньютон — юг
- Карролл — запад

## Демография
По данным переписи населения 2000 года в округе Бун проживало 33948 человек, 9 861 семей, насчитывалось 13 851 домашних хозяйств и 15 426 жилых домов. Средняя плотность населения составляла 22 человека на один квадратный километр. Расовый состав округа по данным переписи распределился следующим образом: 97,60 % белых, 0,11 % чёрных или афроамериканцев, 0,71 % коренных американцев, — других народностей.
Из 13 851 домашних хозяйств в 30,70 % — воспитывали детей в возрасте до 18 лет, 59,50 % представляли собой совместно проживающие супружеские пары, в 8,80 % семей женщины проживали без мужей, 28,80 % не имели семей. 25,60 % от общего числа семей на момент переписи жили самостоятельно, при этом 11,20 % составили одинокие пожилые люди в возрасте 65 лет и старше. Средний размер домашнего хозяйства составил 2,41 человек, а средний размер семьи — 2,88 человек.
Население округа по возрастному диапазону по данным переписи 2000 года распределилось следующим образом: 23,90 % — жители младше 18 лет, 8,20 % — между 18 и 24 годами, 26,50 % — от 25 до 44 лет, 24,70 % — от 45 до 64 лет и 16,70 % — в возрасте 65 лет и старше. Средний возраст жителей округа составил 39 лет. На каждые 100 женщин в округе приходилось 93,10 мужчин, при этом на каждых сто женщин 18 лет и старше приходилось 89,70 мужчин также старше 18 лет.
Средний доход на одно домашнее хозяйство в округе составил 29 988 долларов США, а средний доход на одну семью в округе — 34 974 долларов. При этом мужчины имели средний доход в 27 114 долларов США в год против 19 229 долларов США среднегодового дохода у женщин. Доход на душу населения в округе составил 16 175 долларов США в год. 10,70 % от всего числа семей в округе и 14,80 % от всей численности населения находилось на момент переписи населения за чертой бедности, при этом 19,00 % из них были моложе 18 лет и 12,90 % — в возрасте 65 лет и старше.

## Главные автодороги
- US 65
- US 62
- US 412
- AR 7
- AR 14
- AR 43

## Населённые пункты
| - Алпина - Белфонт - Бергман - Валли-Спрингс | - Гаррисон - Даймонд-Сити - Зинк - Лид-Хилл | - Олви - Омаха - Саут-Лид-Хилл - Эвертон |

## Образование
Образовательная система в округе представлена следующими школьными округами:

### Школьные районы
- школьный район Алпина;
- школьный район Бергман;
- школьный район Харрисон;
- школьный район Лид-Хилл;
- школьный район Омаха;
- школьный район Валли-Спрингс.